# Vindiciano
Vindiciano (en latín: Vindicianus; Bullecourt, c. 632 – Bruselas, 11 de marzo de 695) fue un destacado obispo de Cambrai y Arrás, venerado como santo por la Iglesia católica y la Iglesia ortodoxa. Nació en Bullecourt, en lo que hoy es el norte de Francia, y fue discípulo de san Eligio, con quien compartió una sólida vida espiritual antes de dedicarse por completo al servicio episcopal.

## Vida y Formación
Según las tradiciones que se conservan en fuentes posteriores, Vindiciano creció en un entorno de intensa vida religiosa. Su formación comenzó bajo la tutela de san Eligio, obispo de Noyon, y luego de san Auberto, el entonces obispo de Cambrai-Arrás. En su juventud, se retiraba regularmente a un eremitorio en Saint-Aubin, cerca de Arras, donde profundizó su vida de oración y penitencia.
En algún momento entre el 667 y el 669, tras la muerte de san Auberto, el clero y el pueblo de Cambrai eligieron a Vindiciano para sucederlo como obispo. Su consagración episcopal fue llevada a cabo por san Rieul, su metropolitano.

## Episcopado
Desde el comienzo de su episcopado, Vindiciano demostró una sólida determinación en la defensa de los valores morales. Destaca especialmente su firme crítica al rey Teodorico III, quien había ordenado el asesinato de san Leodegario en el bosque de Artois en 678. Vindiciano protestó públicamente contra este acto de violencia y, aunque no logró obtener las reliquias de san Leodegario para su diócesis, defendió su memoria y su martirio.

## Fundación y Desarrollo de Monasterios
Bajo su liderazgo, la diócesis experimentó un notable crecimiento espiritual e institucional. Uno de los principales logros de Vindiciano fue la consagración de la abadía de San Pedro de Hasnon en 691, un monasterio fundado en 670 por Jean y Eulalie, hijos del conde de Ostrevant. Además, Vindiciano se enfocó en el desarrollo del monasterio de San Vaast, fortaleciendo tanto su patrimonio como el número de monjes residentes. Para asegurar el liderazgo espiritual de la abadía, Vindiciano trajo a un monje piadoso de otro monasterio y lo nombró primer abad, con el apoyo del rey, quien confirmó y amplió las donaciones y privilegios reales del monasterio.

## Muerte y Culto Póstumo
En el año 695, mientras realizaba uno de sus frecuentes viajes pastorales y de inspección, Vindiciano cayó enfermo en Brosella (una región que actualmente corresponde a Bruselas) y murió el 11 de marzo de ese año. Según sus deseos, fue enterrado en el Mont-Saint-Éloi, donde en su juventud solía retirarse para orar, y donde, según se cree, fundó una comunidad monástica.
Durante los siglos siguientes, el culto a san Vindiciano se expandió ampliamente. En el año 950, Fulberto, obispo de Cambrai, trasladó sus reliquias para protegerlas de las invasiones normandas, y a lo largo de los siglos sus restos fueron trasladados en varias ocasiones. Finalmente, sus reliquias fueron colocadas en la catedral de Arras, donde descansan junto con las de san Leodegario en un relicario en la catedral de Notre-Dame-et-Saint-Vaast de Arras.
En el siglo XIII, el Papa enriqueció su culto con indulgencias en reconocimiento a su vida de servicio y dedicación religiosa. Su fiesta se celebra el 11 de marzo en el Martirologio romano.